# Izobutanol
Az izobutanol (vagy izobutil-alkohol, 2-metil-1-propanol, 2-metilpropán-1-ol) egy az alkoholok közé tartozó szerves vegyület. Primer alkohol, hidroxilcsoportja láncvégi szénatomhoz kapcsolódik. A butanol négy szerkezeti izomerje közül az egyik, a másik három az n-butanol, a szek-butanol és a terc-butanol.

## Kémiai tulajdonságai
Vízben, etanolban és dietil-éterben oldódó, színtelen, jellegzetes szagú folyadék. Gyúlékony vegyület, a lobbanáspontja körülbelül 27 °C. Az alkoholok általános reakcióit mutatja: karbonsavakkal észtereket képez, illetve dehidrogénezéssel aldehiddé alakul.

## Előfordulása a természetben
A természetben észterei alakjában található meg, ezek az észterek gyümölcsök ízanyagai.

## Előállítása
A keményítő alkoholos erjedésekor keletkező úgynevezett kozmás olajok alkotórésze. Ezekből frakcionált desztillációval nyerhető ki. Előállítható a szintézisgázból is katalizátor jelenlétében, a metanol ipari előállításához hasonló módon.

## Felhasználása
Az izobutanol kiindulási anyagként szolgál szerves kémiai szintéziseknél, például észterek és lágyítók előállítására használják. Oldószerként is alkalmazzák, főként a lakkiparban.

## Lásd még
- A vegyület izomerjei táblázatban